# Stadt (Winterthur)
Stadt är ett stadsdelsområde (Stadtkreis) i kommunen Winterthur i kantonen Zürich, Schweiz. 
Stadt består av stadsdelarna Altstadt, Lind, Heiligberg, Tössfeld, Brühlberg och Neuwiesen.